# Мало Пещене
Ма̀ло Пѐщене е село в Северозападна България. То се намира в община Враца, област Враца. Разположено е на южния склон на Борованската могила. Надморската височина е средно около 230 м.

## История
Мало Пещене се споменава в историческите справки на Врачанския исторически музей, още от средата на 16 век. Тогава няколко големи родове от голямото село Големо Пещене напускат селището, родовете се изселват и създават селата Горно Пещене и Мало Пещене.
„Архив на Хаджитошеви“:
Село Мало Пещене се образува преди XVIII век с преселници от село Голямо Пещене и от други места. В един документ от 1811 г. е записано: „Що зимаме мет сене 1813 г. с Боже повеление от Тонча от Мало Пещене ока 42,200“ (Архив на Хаджитошеви, т. I, 432, л. 37 – а).
И в един османски документ от 1854 г. селото се споменава във връзка с приемането на исляма от двадесетгодишната Мария, дъщеря на Йоло от Мало Пещене (НБ КМ, Ор. отд., Ф. 29, арх. ед. 821).

## Население
Преброяване на населението през 2011 г.
Численост и дял на етническите групи според преброяването на населението през 2011 г.:
|                     | Численост | Дял (в %) |
| Общо                | 54        | 100,00    |
| Българи             | 54        | 100,00    |
| Турци               | 0         | 0,00      |
| Цигани              | 0         | 0,00      |
| Други               | 0         | 0,00      |
| Не се самоопределят | 0         | 0,00      |
| Неотговорили        | 0         | 0,00      |